# 今野浩喜
今野 浩喜（こんの ひろき、1978年〈昭和53年〉12月12日 - ）は、日本の俳優、お笑い芸人。元キングオブコメディのボケ（たまにツッコミ）担当。当時の相方は高橋健一。プロダクション人力舎所属。
鹿児島県生まれ、埼玉県新座市出身。私立成立学園高等学校卒業。さいたま市浦和区在住。

## 略歴
鹿児島県出身の母親と、宮城県出身の父親の下に生まれる。20代前半のころに父親が蒸発し両親が離婚（現在の本名は母方の姓）。父親からはその後フィリピンで再婚したことを手紙で知らされた。
JCA6期生で、同期の高橋健一とコンビ結成。結成のきっかけは高橋の恋愛相談に乗ったことから。キングオブコメディ結成前は「ゲットスマイルズ」というコンビで活動していた。事務所に入った当初から、コメディアンでもあり俳優でもあるモロ師岡のようになりたいと思っていた。
2007年に高橋が痴漢容疑で逮捕され（後に不起訴）、芸能活動を自粛していた時期にはピン芸人「キングオブコメディ今野」として活動する。2012年には主演映画「くそガキの告白」が公開され、ゆうばり国際ファンタスティック映画祭でベストアクター賞などを受賞した。
2015年12月26日に高橋が窃盗及び建造物侵入の容疑で逮捕され、29日に契約解除となったため、キングオブコメディは解散。人力舎のサイトでは、高橋の逮捕は報道でもれ聞いた情報しかないことや、ファンに対する謝罪も必要であり、急な解散であったために今後のことは未定とした。2016年1月16日、キングオブコメディ時代に就任しながら高橋の逮捕を受けて辞退した新座市の観光親善大使に、今野個人として改めて就任。1月26日、解散後初めて取材に応じ、高橋に対してはいろいろな人に迷惑をかけたことへの怒りを感じているということのみコメントした。
解散後は、落語や大喜利などのライブに出演するほか俳優業を中心に活動している。一方でコントのネタや、ネタの元となるメモも書き留めつづけているが、なかなか使う機会に恵まれないのが悩みだという。「コント出身の芸人はいろいろな設定を演じているから、リズムと間が良い」という週刊誌の記事の分析もあり、お笑いの経験が演技に活かされていると言える。2020年のインタビューによると、「すっかり俳優さんですね」と言われることには困惑しており、お笑いと答えるにはお笑いの活動もめっきり行っておらず、俳優と答えるにも俳優業の方に失礼であると、「どこにいってもアウェイなんです」と心境を吐露している。しかし、近年では名脇役としてドラマなどで活躍しており、ドラマ・映画『バイプレイヤーズ』（テレビ東京系）の出演者インタビューにて「まずバイプレイヤーどうこうより役者として認めてくれている人が中にはいるんだなと感じました」と語っている。
2019年5月10日、本人のTwitterアカウントにおいて人力舎公式サイトのプロフィールの位置が（住田隆、ふせえりや遼河はるひなどと同じ枠に）移動したことを報告した。しかしその後、住田・ふせと共に再びプロフィール位置がお笑いタレントの枠に移動している。

## 人物
特色
キングオブコメディでの主なネタはコント。子供やテンションの高いキャラクターを演じることが多い。ネタによっては「○○みたいな」「○○的な」など特徴的な言い回しをする事がある。コントで女性役を演じる際もカツラなどは基本的に使用しない(この点は相方の高橋も同じ)。妖怪の物まねをすることもある。
いわゆる「ブサイク芸人」として知られる。鼻の頭がヘコんでいるのは生まれつきである。
仕事関連
地元が埼玉のため、埼玉西武ライオンズファン。その縁があってか、不定期に『文化放送ライオンズナイター』に特別出演することもある。一番好きな選手は和田一浩。同じく地元の大宮アルディージャのファンでもあり、2010年のさいたまダービーでは大宮のユニフォームを着てコンビで試合前イベントにゲスト出演した。大宮の公式サイト内「デジタルVAMOS」で毎月コラムを連載している。
今までアルバイトをしたことがない。
キャラクター
常に堂々としており物怖じしない。強面で明らかに年長の人物に絡まれた際、堂々と渡り合い周囲を驚かせる。悠然とした振る舞いから、芸人仲間には「ずっと一緒にいるとブサイクってイメージない」と評された。だが、本当にヤバそうな人達（ヤクザ等）が居ると一言も喋らなくなり、そういう人達とは絶対に目を合わせないという。お化け屋敷に入ったあと嘔吐したことがあるほどホラーが苦手。
その一方で人見知りする性格でもあり、友達は少ない。キングオブコント優勝時にも、高橋は200件近くのメールがきていたが、今野は42件しか来なかった。ラバーガールの大水洋介とは誕生日が同じで仲が良い。
コントでキャラクターを演じることに長けていた一方で、自分自身を出すことが好きではなく、バラエティ番組のひな壇などの仕事を嫌がっていた。
卓球歴が長く、過去のあだ名は“稲中”（『稲中卓球部』の登場人物に顔が似ているため）。コントの際に卓球のユニフォームを着ていることもある。2010年に優勝したキングオブコントでは、2本目のネタをTSPのユニフォームを着て行い、優勝賞金1000万円の目録を受け取るときも、そのままTSPのユニフォーム姿で受け取った。
『水曜どうでしょう』や『新世紀エヴァンゲリオン』のファンでもある。
動物好きだが犬アレルギーがある。豚肉と牛肉のアレルギーもあるが検査で判明するまで自覚がなかった。ブラジルW杯の頃からリクガメを飼いはじめた。

## 出演

### テレビドラマ
- ZERO（2008年1月、MTV JAPAN） - 鈴木 役
- セレブと貧乏太郎 第5話（2008年11月11日、フジテレビ） - 警官 役
- 青梅街道精進旅行（2008年12月19日、MUSIC ON! TV） - 間山 役
- 金曜プレステージ さだまさし父の日ドラマSP「親父の一番長い日」（2009年6月19日、フジテレビ） - 村迫昇 役
- 三代目明智小五郎〜今日も明智が殺される〜 第6話（2010年5月20日、毎日放送） - 向島 役
- ハイパーヨーヨー バーニング（2011年7月、テレビ東京） - 茶蘭歩乱 役
- 勇者ヨシヒコと魔王の城 第7話（2011年8月19日、テレビ東京） - 大山 役
- SKE48のマジカル・ラジオ 第6話（2011年11月15日、日本テレビ） - 漫画家 役
- ティーンコート（2012年1月 - 3月、日本テレビ） - 長谷部博夫 役
- ウレロ☆未完成少女 第10話（2012年9月21日、テレビ東京） - カメラマン 役
- 私と彼とおしゃべりクルマ（2012年9月22日・29日、フジテレビ） - 編集部員・小出 役
- 好好!キョンシーガール〜東京電視台戦記〜 第6話（2012年11月16日、テレビ東京）
- 黒い十人の黒木瞳2 「黒いクレーマー」（2012年12月29日、NHK BSプレミアム）
- 予告編ビギンズ 「すばらしい世界」（2013年1月2日、フジテレビ）
- ミエリーノ柏木（2013年1月11日 - 3月29日、テレビ東京） - 今野 役
- 高梨さん 第1話（2013年4月1日、NHKワンセグ2・NHK Eテレ） - 一郎 役
- 水木しげるのゲゲゲの怪談「砂かけばばあ」（2013年8月31日、フジテレビ） - 山谷拓二 役
- 殺しの女王蜂（2013年10月4日 - 12月20日、テレビ東京） - タンソク 役
- 裁判長っ!おなか空きました! 第12話（2014年1月12日、日本テレビ） - 猫田部品工業社員 役
- 名古屋行き最終列車シリーズ（メ～テレ） - 東野西男 役
  - 名古屋行き最終列車2 第3話（2014年1月29日）
  - 名古屋行き最終列車2018 第6・7話（2018年2月19・26日）
  - 名古屋行き最終列車2019 第2話（2019年1月22日）
  - 名古屋行き最終列車2020 SKE48編（2020年2月2日）[19]
- 私の嫌いな探偵 第5話（2014年2月14日、テレビ朝日）
- 土曜ワイド劇場（テレビ朝日）
  - 特別企画 スペシャリスト2（2014年3月8日） - 池本武男 役
  - デパート仕掛け人!天王寺珠美の殺人推理7（2014年5月17日、朝日放送） - 吉村稔 役
  - 検事・悪玉（2016年3月19日） - 今野隆 役
  - 新ヤメ検の女2（2016年11月26日、朝日放送） - 矢田部康太 役
- TEAM -警視庁特別犯罪捜査本部- 第4話（2014年5月7日、テレビ朝日） - 武藤恵介 役
- リバースエッジ 大川端探偵社 第6話（2014年5月24日、テレビ東京） - 中上学 役
- アラサーちゃん 無修正（2014年7月 - 9月、テレビ東京） - 大衆くん 役
- ごめんね青春! 第3話（2014年10月26日、TBS） - ザビエル 役
- 紅白が生まれた日（2015年3月21日、NHK） - スタッフＡ 役
- 警部補・杉山真太郎〜吉祥寺署事件ファイル 最終話（2015年3月23日、TBS） - 川谷純一 役
- 世にも奇妙な物語 25周年スペシャル・春 〜人気マンガ家競演編〜「ゴムゴムの男」（2015年4月11日、フジテレビ） - 子分Ａ 役
- 医師たちの恋愛事情 第3話（2015年4月23日、フジテレビ） - 菊池正文 役
- 牙狼〈GARO〉-GOLDSTORM- 翔 第4・22話（2015年5月1日・9月11日、テレビ東京） - ヨシト 役
- 食の軍師 第10話（2015年6月3日、TOKYO MX） - 魯粛 役
- 月曜ゴールデン 守護神・ボディーガード 進藤輝4（2015年7月13日、TBS） - 鈴木優太 役
- 三人兄弟（メ〜テレ） - 真野銀二 役
  - 三人兄弟（2015年10月13日 - 12月15日）
  - 三人兄弟2（2016年10月18日 - 12月20日）[20]
- 下町ロケット（TBS） - 迫田滋 役[21]
  - 下町ロケット（2015年10月18日 - 12月20日）
  - 下町ロケット 第2シリーズ（2018年10月14日 - 12月23日）
  - 下町ロケット 新春ドラマ特別編（2019年1月2日）
- 赤めだか（2015年12月28日、TBS） - 魚河岸の店員 役
- 大河ドラマ 真田丸 第3・11・13・35・36・42・44 - 46・48 - 最終回（2016年1月 - 12月、NHK） - 与八 役
- 臨床犯罪学者 火村英生の推理 第7 - 9話（2016年2月28日 - 3月13日、日本テレビ） - 城照文 役
- お迎えデス。 第3・4話（2016年5月7日 - 14日、日本テレビ） - 保 役[22]
- 徳山大五郎を誰が殺したか?（2016年7月 - 9月、テレビ東京） - 橋部 役 [23]
- そして、誰もいなくなった（2016年7月 - 9月、日本テレビ） - 斉藤博史 役
- 必殺仕事人2016（2016年9月25日、テレビ朝日） - 九兵衛 役
- THE LAST COP/ラストコップ 第2話（2016年10月15日、日本テレビ） - 晴男 役
- IQ246〜華麗なる事件簿〜 第6話（2016年11月20日、TBS） - 鈴木守 役
- スニッファー 嗅覚捜査官 第6話（2016年11月26日、NHK） - 刑事 役
- 佐武と市捕物控 冬夏の章（2016年12月17日、BS日テレ） - 茂平 役
- 視覚探偵 日暮旅人 第2・8話（2017年1月29日、3月12日、日本テレビ） - 江園大樹 役
- 豆腐プロレス（2017年1月 - 7月、テレビ朝日） - アリゲート流司（坂巻流司） 役
- 僕たちがやりました（2017年7月 - 9月、カンテレ） - パイセン（小坂秀郎） 役
- 真夏の夜の異界への旅　第1話「鬼伝」・第3話「霊場伝説」（2017年8月5日、NHK BSプレミアム）
- 日曜ワイド（テレビ朝日）
  - 司法教官・穂高美子6（2017年10月1日） - 社長の息子(再現ドラマの出演者) 役
  - 欠点だらけの刑事（2018年2月4日 - 三竿達也 役
- ドクターX〜外科医・大門未知子〜 第5シリーズ 第6話（2017年11月16日、テレビ朝日） - 瓜田慎吾 役
- 特命刑事 カクホの女（2018年1月19日 - 3月9日、テレビ東京） - 淵山蓮 役
- NHKスペシャル 未解決事件File.06 赤報隊事件 （2018年1月27日、NHK） - 右翼団体関係者 役
- 埼玉発地域ドラマ 越谷サイコー（2018年2月28日、NHK BSプレミアム） - 権藤武 役
- 連続ドラマW（WOWOW）
  - 闇の伴走者〜編集長の条件（2018年3月31日 - 4月28日） - 綿貫義正 役
  - 雨に消えた向日葵（2022年7月24日 - 8月21日） - 奥村悠太 役[24]
- ブラックペアン（TBS） - 関川文則 役
  - ブラックペアン（2018年4月22日 - 6月24日）
  - ブラックペアン シーズン2（2024年7月7日 - 9月15日）[25]
  - ブラックペアンと言いたくて…（2024年7月12日 - 9月20日） - 主演[26]
- 連続ドラマJ 極道めし（2018年7月14日 - 2018年9月22日、BSジャパン） - 小津弘 役
- 太陽を愛したひと〜1964あの日のパラリンピック〜（2018年8月22日、NHK）
- 金曜プレミアム 芸能生活35周年特別企画 船越英一郎殺人事件（2018年8月24日、フジテレビ） - 鑑識 役
- 連続テレビ小説（NHK）
  - まんぷく 第21週 - 第22週 （2019年2月22日 - 27日） - 坂部勝 役[27]
  - エール 第117・118話（2020年11月24・25日[注 1]） - 式典運営協議会・酒井 役
  - らんまん（2023年5月16日 - 8月） - 大窪昭三郎 役
- 刑事ゼロ 第9・10話（2019年3月7・14日、テレビ朝日） - 草葉友喜 役
- 二つの祖国（2019年3月23日・24日、テレビ東京） - 鬼塚誠 軍曹 役
- ストロベリーナイト・サーガ（2019年4月11日 - 6月20日、フジテレビ） - 井岡博満 役
- デジタル・タトゥー（2019年5月18日 - 6月15日、NHK） - 小宮山貴士 役
- ベビーシッター・ギン! 第7回（2019年8月4日、NHK BSプレミアム） - 稲葉清 役
- 科捜研の女 SEASON 19 第22話「ミステリーの達人」（2019年11月28日、テレビ朝日） - 古田憲一 役
- おっさんずラブ-in the sky- 第7話（2019年12月14日、テレビ朝日）
- テセウスの船（2020年1月19日 - 3月22日、TBS） - 徳本卓也 役[28]
- 竜の道 二つの顔の復讐者（2020年7月28日[注 2] - 9月15日、関西テレビ） - 砂川林太郎 役
- 極主夫道 第4・5話（2020年11月1日・8日、日本テレビ） - 美久の上司 役
- 月曜プレミア8 横山秀夫サスペンス「モノクロームの反転」（2020年11月9日、テレビ東京） - 南巡査長 役
- 相棒 season19 第16話「人生ゲーム」（2021年2月17日、テレビ朝日） - 安村剛 役
- 最高のオバハン 中島ハルコ（東海テレビ・フジテレビ） - 尾石初郎 役
  - 最高のオバハン 中島ハルコ（2021年4月10日 - 5月29日）
  - 最高のオバハン 中島ハルコ2（2022年10月8日 - 12月10日）[31]
  - 最高のオバハン中島ハルコ〜マダム・イン・ちょこっとだけバンコク〜（2025年1月4日 - 3月15日）[32]
- まったり!赤胴鈴之助（2022年1月9日 - 3月2日、テレビ大阪・BSテレ東） - 竜巻雷之進 役[33]
- パンドラの果実〜科学犯罪捜査ファイル〜 Season1 第2話（2022年4月30日、日本テレビ） - 鮎川智彦 役[34]
- 初恋の悪魔 第3話（2022年7月30日、日本テレビ） - スーパー「やまだや」店長・山田淳司 役
- 王様戦隊キングオージャー 第3話（2023年3月19日、テレビ朝日） - カーレ 役
- 24時間テレビ ドラマスペシャル『虹色のチョーク 知的障がい者と歩んだ町工場のキセキ』（2023年8月26日、日本テレビ） - 中嶋光 役[35]
- 時をかけるな、恋人たち 第5話・第10話（2023年11月7日・12月12日、関西テレビ・フジテレビ） - 矢野健也 役
- 鬼平犯科帳 SEASON1 本所・桜屋敷（2024年1月8日、時代劇専門チャンネル） - 蓑虫の久 役
- 恋する警護24時（2024年1月13日 - 3月9日、テレビ朝日） - 椎谷厚徳 役[36]
- 藤子・F・不二雄 SF短編ドラマ シーズン2「じじぬき」（2024年5月12日、NHK BS） - 天国の戸籍係 役 [37]
- 嘘解きレトリック（2024年10月7日 - 12月16日、フジテレビ） - 六平 役[38]
- 特集ドラマ「天城越え」（2025年3月23日：BS8K、5月10日：BSプレミアム4K、6月14日：NHK BS） - 菓子屋 役[39]

### 映画
- ゲーム☆アクション（2009年、ローソンエンターメディア） - 岩丸秀三 役
- ちょんまげぷりん（2010年、ジェイ・ストーム） - 田中くん 役
- 高校デビュー（2011年、アスミック・エース） - 街のアンケート係 役
- くそガキの告白（2012年、SUMIDA製作所） - 馬場大輔 役（主演）
  - 第22回ゆうばり国際ファンタスティック映画祭に出品され、今野はベストアクターに選出された。[40]
- THE NEXT GENERATION -パトレイバー-第7章（2015年、松竹）
- アイズ（2015年、ジョリー・ロジャー） - バス運転手 役
- 原宿デニール（2015年、NBCユニバーサル・エンターテイメント） - 刑事 役
- 天の茶助（2015年、松竹メディア事業部／オフィス北野） - 康夫 役
- ヒロイン失格（2015年、ワーナー・ブラザース映画)
- 愛を語れば変態ですか（2015年、松竹） - 謎のフリーター(西村) 役
- 田沼旅館の奇跡（2015年、KATSU-do） - ミラクル太一 役
- 珍遊記（2016年、東映） - アキバ 役
- 亜人（2017年、東宝） - 工員 役
- 不能犯（2018年、ショウゲート） - 櫻井俊雄 役
- 今夜、ロマンス劇場で（2018年、ワーナー・ブラザース映画） - 巡査 役
- きまじめ楽隊のぼんやり戦争（2021年3月26日、ビターズ・エンド） - 藤間 役
- 生きててよかった（2022年5月13日、ハピネットファントム・スタジオ） - 松岡健児 役
- 劇場版TOKYO MER〜走る緊急救命室〜（2023年4月28日） - 放火犯 役
- 女子大小路の名探偵（2023年10月13日、ラビットハウス）[41]
- 鬼平犯科帳 血闘（2024年5月10日、松竹） - 蓑虫の久 役
- 夏目アラタの結婚（2024年9月6日、ワーナー・ブラザース映画） - 井出茂雄 役[42]
- みんな笑え（2025年2月8日、ナミキリズム）[43]
- ドールハウス（2025年6月13日公開予定、東宝）[44]

### テレビ番組
- 伊集院光のばんぐみ
  - 伊集院光のしんばんぐみ
- IJP イジュウインパーク
- はねるのトびら（2009年1月28日、フジテレビ）
- やりすぎコージー（2009年8月3日、テレビ東京） ※ブサイリッシュ芸人特集
- ダウンタウンのガキの使いやあらへんで!!大晦日年越しSP・絶対に笑ってはいけないホテルマン24時（2009年12月31日、日本テレビ） - 「ホテル胸毛オータニ」代表のホテルマン
- ジャック10（日本テレビ、2010年5月12日）
- 森田一義アワー 笑っていいとも!（2010年10月26日）
- これからはパ・リーグだ!（TOKYO MX、2011年5月1日〜11月13日）
- 雨上がり決死隊のトーク番組アメトーーク!（テレビ朝日） ※プロ野球芸人（第1回）、体毛のびのび芸人
- Run for money 逃走中（2010年11月23日・2011年1月16日、フジテレビ）
- 妻と罰（2011年1月29日）
- SKE48のマジカル・ラジオ 第6話（2011年11月15日、日本テレビ） - ドリ山アキラ 役
- 今夜野宿になりまして（2012年7月 - 12月、テレビ埼玉ほか全国8局） ※初級編（第1回 - 第4回）に参加
- キセキ動画ファクトリー そんなBANANA!（2013年1月3日、日本テレビ）
- 七人のコント侍2期（2013年、NHK BSプレミアム）
- IPPONスカウト（2014年5月17日、フジテレビ）
  - IPPONスカウト（2016年6月4日、フジテレビ）
  - IPPONグランプリ（2016年6月11日、フジテレビ）
- ワーキングデッド～働くゾンビたち～ 第8話「過剰イクメンデッド」（2014年11月20日、BSジャパン）
- SICKS〜みんながみんな、何かの病気〜（テレビ東京）
- 世界の日本人妻は見た!（2016年2月23日、3月8日、3月29日）
  - いずれも再現ドラマ。2月23日はダレノガレ明美の父役とパンチ佐藤役、3月8日は蝶野正洋役、3月29日は石井一久役と太田光役で出演。
- オールスター感謝祭 （2016年4月9日、2018年10月6日、TBS）
- 〜古代エジプト世紀の大発見プロジェクト〜ツタンカーメンと伝説の王妃3300年の新事実（2016年7月18日、TBS） - ドキュメンタリードラマにアクナートン 役
- 超入門!落語 THE MOVIE（NHK総合）
  - 時そば（2016年11月9日） - 客 役
  - 粗忽の使者（2017年2月8日） - 使者 役
  - 道具屋（2018年1月25日） - 与太郎 役
- 真夏の夜の異界への旅「霊場伝説」（2017年8月5日、NHK BSプレミアム）
- 球辞苑 〜プロ野球が100倍楽しくなるキーワードたち〜（2020年12月19日、NHK BS1）
- 偉人の年収 How much?（2022年8月26日・2023年1月3日・4月3日 - 、NHK Eテレ） - 偉人役
- キングオブコント2022（2022年10月9日、TBS） - ナレーション
- THE鬼タイジ（2022年12月31日） - コンーノ役

### テレビアニメ
- フジログ シーズン2（2011年10月2日 - 12月25日、テレビ埼玉他） - 今野浩子、今野浩喜 役[45]
- ぐらP&ろで夫（2014年10月20日 - 2015年12月30日、TOKYO MX） - ぐらP、太欧州 役
  - ぐらP&ろで夫II（2016年7月1日 - 2016年12月30日、TOKYO MX） - ぐらP 役

### CM
- サントリーフーズ BOSSレインボーマウンテン「ネット」篇、「ネット特別」篇（2013年1月） - 通りすがりの男 役
- アイフル「凛とした女将」シリーズ - 板長今野 役

「試食」篇（2018年4月）、「庭掃除」篇（2018年7月）、「結婚式」篇（2018年10月）、
「本当の愛」篇（2019年1月）、「車掌」篇（2019年4月）、「写真撮影会」篇（2019年7月）、「映画館」篇（2019年10月）、
「動画SNS」篇(2020年1月)、「デリバリー女将」篇（2020年4月）、「アーティスティックスイミングの美女」篇（2020年8月）、「CG女将」篇（2020年11月）、「愛のポエム」篇（2020年12月）、
「ポスター」篇（2021年5月）、「ビューティフルファイター」篇（2021年7月）、「和尚女将」篇（2021年11月）
「最強女将」篇（2022年2月）、「現代文講師」篇（2022年5月）、「カンフー女将」篇（2022年9月）、
「フォトジェニック女将」篇（2023年2月）、「久しぶりに料亭」篇（2023年6月）、「おかみ侍」篇（2023年9月）「ミニパト女将」篇（2023年12月）、
「意外な女将さん」篇（2024年3月27日 - ）、「バスガイド女将」篇（2024年7月16日 - ）、「鮨屋の大将女将」篇（2024年12月4日 - ）
「お金は賢く使う」篇（2025年3月24日 - ）

### ナレーション
- テレビスポーツ教室（2012年4月8日 - 2017年3月、NHK Eテレ）
- 決戦！タイムリミット「芥川賞・直木賞舞台裏スペシャル」（2021年9月4日、NHK BSプレミアム）[47]
- キングオブコント2022(2022年10月8日　TBS)

### 舞台
- サボテンとバントライン（2009年）
- 男子はだまってなさいよ! 7 天才バカボン（2010年）
- 男子はだまってなさいよ! 8 アダルト（2011年）
- 鎌塚氏、すくい上げる（2012年）
- はぐれさらばが"じゃあね"といった（2013年）
- PARCO＆CUBE 20th present 人間風車 (2017年)
- M&Oplays ロミオとジュリエット (2018年)
- 上にいきたくないデパート（2019年[48]）（主演）
- 米朝五年祭　喜劇なにわ夫婦八景(2020年)
- 音楽劇 浅草キッド(2023年) - 兼子二郎 役

### ラジオ番組
- 伊集院光 日曜日の秘密基地（TBSラジオ）
- 文化放送ライオンズナイター（文化放送、2008年 - 2009年）スタンドレポーター
- YAGアニメラボ（第30回、ゲスト）
  - 上記の舞台『サボテンとバントライン』で共演した声優の田中理恵との縁による出演。
- JUNKサタデー エレ片のコント太郎（TBSラジオ）
- FMシアター オーディオドラマ「私は”サバイバー”」（NHK-FM、2017年7月1日）[49]
- ガリンペイロ（TBSラジオ、2016年10月2日 - 2017年3月26日）メインパーソナリティ
- 新機材導入記念 AD公開練習特番　失敗から学べばいいじゃん（TBSラジオ、2018年4月8日）メインパーソナリティ
  - ラジオワールド枠で放送
- radioDTM #400、#462（2017年2月12日、2018年4月25日、ポッドキャスト）
  - ガリンペイロ (ラジオ番組)での縁による出演。

### ネット配信
ドラマ
- 女王様のおもてなし（2014年2月24日 - 3月28日、NOTTV） - 浦和シロー 役
- 松竹梅白壁蔵「澪」MIO WEBムービー My First Mio vol.4 『「澪」と過ごすハロウィン』（2015年10月1日公開） - 滝田優人 役
- 銭形警部 真紅の捜査ファイル 第2話（2017年2月17日、Hulu） - 平木みつる 役
- 日本をゆっくり走ってみたよ 〜あの娘のために日本一周〜 第7話（2017年11月24日配信開始、Amazon Prime Video）
- 僕だけがいない街（2017年12月15日配信開始、Netflix） - 高橋店長 役
- 全裸監督2（2021年6月24日 全話配信、Netflix） - 盗難車のドライバー 役
- 仮面ライダーBLACK SUN（2022年10月28日、全話配信、Amazon Prime Video） - 井垣渉 役[50]
- 恋し続けて警護240日（2024年2月10日 - 18日、TELASA） - 椎谷厚徳 役[51]
- トラックガール2 第5話（2025年6月7日〈予定〉、FOD）[52]

映画
- 新幹線大爆破（2025年4月23日、Netflix） - 野坂 役

### モバイルコンテンツ
- つぶやき三四郎 〜一本なう〜（2011年5月16日 - 6月20日、ドコモマーケット） - 夏目三四郎 役

### その他
- 変なホテル東京浜松町オリジナルVR映像「変な従業員による変なホテル紹介」「変な男」(2018年11月サービス開始)